# Tracy Porter
Tracy O'Neil Porter (Port Allen, 11 agosto 1986) che gioca nel ruolo di cornerback per i Chicago Bears della National Football League (NFL). Fu scelto nel corso del secondo giro (40º assoluto) del draft NFL 2008 dai New Orleans Saints. Al college giocò a football all'Università dell'Indiana.

## Carriera professionistica

### New Orleans Saints
Porter fu scelto nel corso del secondo giro del draft 2008 dai New Orleans Saints. Il 25 luglio firmò un contratto quadriennale del valore di 4,2 milioni di dollari, inclusi 1,42 milioni di bonus alla firma. Debuttò come professionista il 7 settembre contro i Tampa Bay Buccaneers. Disputò 5 gare nella sua stagione da rookie prima di essere inserito in lista infortunati a causa di una slogatura a un polso. Alla fine del quarto periodo di una drammatica vittoria in rimonta dei Saints nella settimana 7 della stagione 2009, Porter mise a segno un intercetto sul quarterback dei Miami Dolphins Chad Henne su una situazione di quarto down; tale intercetto venne ritornato per 54 yard in un touchdown, sigillando la vittoria e mantenendo New Orleans imbattuta nella stagione regolare. I Saints vinsero le prime 13 partite consecutive, prima di perdere le ultime tre. La possibilità di saltare il turno delle wild card si rivelò di gran beneficio per la squadra, che poté ritemprarsi dopo il difficile finale di stagione regolare. Nel divisional round dei playoff, i Saints superarono i Cardinals 41-14. Nella finale della NFC, New Orleans se la dovette vedere con i Minnesota Vikings. Alla metà dell'ultimo periodo, quando i Vikings si trovavano nella red zone e stavano per mettere a segno una marcatura, Porter strappò un pallone dalle mani del wide receiver di Minnesota Bernard Berrian; il fumble fu recuperato dai Saints. Poco dopo, con meno di un minuto alla fine dei tempi regolamentari, e i Vikings quasi sul punto di poter calciare il field goal della vittoria, Porter intercettò un passaggio del quarterback avversario Brett Favre, mandando la gara ai supplementari, poi vinta 31-28 dai Saints. Le azioni stagionali decisive di Porter proseguirono il 7 febbraio 2010, giorno del Super Bowl XLIV disputato a Miami contro i favoriti Indianapolis Colts. Durante il quarto periodo, coi Colts nel territorio dei Saints, Tracy Porter si avventò sul wide receiver avversario Reggie Wayne e intercettò un passaggio di Peyton Manning, ritornandolo per 78 yard in touchdown. La marcatura pose fine alle speranze di rimonta dei Colts e siglò la prima vittoria del Super Bowl nella storia dei Saints.
In seguito alla vittoria nel Super Bowl, Porter fu onorato dalla sua città natale, Port Allen, che prima, per un giorno, si rinominò scherzosamente "Porter Allen", e in seguito gli intitolò una via.
Nella stagione 2010, Porter disputò 12 partite, tutte come titolare, mettendo a segno il proprio primato di tackle con 60. I Saints campioni in carica non riuscirono a bissare il titolo dell'anno precedente, essendo stati eliminati nel turno delle wild card dai Seattle Seahawks. Nell'annata 2011, l'ultima trascorsa in Louisiana, Tracy terminò con 52 tackle, un sack e 9 passaggi deviati. I Saints terminarono con un record di 13-3, vincendo la propria division. Nei playoff, la squadra eliminò i Detroit Lions prima di essere estromessa dalla post-season dai San Francisco 49ers.

### Denver Broncos
Il 22 marzo 2012, Porter firmò un contratto annuale del valore di 4 milioni di dollari coi Denver Broncos. Il 22 settembre, nella prima gara con la nuova maglia, Porter intercettò un passaggio di Ben Roethlisberger dei Pittsburgh Steelers nei minuti finali del quarto periodo ritornandolo per 43 yard in touchdown. A metà stagione iniziò ad accusare problemi fisici che lo costrinsero a partecipare agli allenamenti in maniera limitata. Non scese in campo nei playoff a causa di una commozione cerebrale.

### Oakland Raiders
Il 2 aprile firmò un contratto annuale del valore di 1,187 milioni di dollari, inclusi 135.000 di bonus alla firma con gli Oakland Raiders. Nella settimana 1 contro gli Indianapolis Colts mise a segno il suo primo sack stagionale per una perdita di 8 yard ai danni di Andrew Luck.. Nella settimana 2 contro i Jacksonville Jaguars mise a segno un sack insieme al compagno di squadra Usama Young per una perdita di 7 yard ai danni di Chad Henne. Nella settimana 8 contro i Pittsburgh Steelers mise a segno un intercetto su Ben Roethlisberger nella vittoria dei Raiders e un altro lo mise a segno su Eli Manning due settimane dopo, ritornandolo per 45 yard in touchdown.

### Washington Redskins
Il 13 marzo 2014, Porter firmò con i Washington Redskins.

### Chicago Bears
L'8 giugno 2015, Porter firmò coi Chicago Bears.

## Palmarès

### Franchigia
- Super Bowl : 1

New Orleans Saints: Super Bowl XLIV
- National Football Conference Championship: 1

New Orleans Saints: 2009

### Individuale
- Difensore della settimana della AFC: 1

1a del 2012

## Statistiche
| Tackle totali    | 282 |
| Sack             | 2,5 |
| Intercetti       | 10  |
| Fumble forzati   | 4   |
| Passaggi deviati | 50  |

Statistiche aggiornate alla stagione 2013